# مزرعة شكراب (وكيل أباد)
مزرعة شکراب (بالإنجليزية: Mazraeh-ye Shokrab)‏ هي منطقة سكنية تقع في إيران في قسم وکيل أباد الريفي. يقدر عدد سكانها بـ 45 نسمة .